# دیوید دانسکین
دیوید دانسکین (انگلیسی: David Danskin; ۹ ژانویهٔ ۱۸۶۳ – ۴ اوت ۱۹۴۸) فوتبالیست اهل بریتانیا بود.
از باشگاه‌هایی که در آن بازی کرده‌است می‌توان به باشگاه فوتبال آرسنال اشاره کرد.